# Will Anderson Jr.
Pour les articles homonymes, voir Anderson et William Anderson.
(en) Statistiques sur pro-football-reference
William Anderson Jr., né le 2 septembre 2001 à Hampton dans l'État de Géorgie aux États-Unis, est un joueur américain de football américain évoluant au poste de linebacker pour la franchise des Texans de Houston dans la National Football League (NFL).
Au niveau universitaire, il a joué pendant trois saisons pour le Crimson Tide de l'université de l'Alabama dans la NCAA Division I Football Bowl Subdivision (FBS). Il y remporte plusieurs trophées aux termes des saisons 2021 et 2022 et notamment deux Bronko Nagurski Trophy.
Il se présente ensuite à la draft 2023 de la NFL où il est sélectionné en troisième position lors du premier tour par les Texans.

## Biographie

### Jeunesse
Anderson nait en 2001 à Hampton dans l' État de Géorgie. Il étudie à la Dutchtown High School, où il joue au football américain et où il réussit 22 sacks et 15 plaquages pour pertes lors de sa saison senior en 2019. Anderson est sélectionné dans l'équipe Super 11 de l'Atlanta Journal-Constitution et joue lors du All-American Bowl 2020,,. Anderson décide de rejoindre l'université de l'Alabama pour y jouer au football universitaire,.

### Carrière universitaire
Anderson est désigné titulaire au poste d'outside linebacker lors de sa saison freshman en 2020,,. Il est sélectionné dans la deuxième équipe de la SEC après avoir fini la saison avec 7 sacks et 10,5 plaquages pour pertes, le Crimson Tide remportant le championnat national universitaire 2020. 
Lors de sa saison sophomore en 2021, Anderson remporte le Bronko Nagurski Trophy. Il est désigné meilleur joueur défensif de l'année dans la SEC et ests électionné dans l'équipe All-America après avoir totalisé 17,5 sacks et 34,5 plaquages pour perte, deux statistiques où il se classe premier toutes conférences confondues,.

### Carrière professionnelle

#### Draft
Le 27 avril 2023, Anderson est sélectionné en troisième choix lors du premier tour de la draft 2023 de la NFL par la franchise des Texans de Houston

### Vie privée
Anderson a 5 sœurs aînées.

## Statistiques
| Année       | Équipe                    | Statut      | MJ |       | Plaquages | Plaquages | Plaquages | Plaquages |       | Interceptions | Interceptions | Interceptions | Interceptions |  | Fumbles | Fumbles |
| Année       | Équipe                    | Statut      | MJ | Total | Seul      | Ast.      | Sacks     | Nb.       | Yards | Déf.          | TD            | Nb.           | Rec.          |  |         |         |
| 2020        | Crimson Tide de l'Alabama | Fr.         | 13 | 052   | 33        | 18        | 07,0      | 0         | 0     | 0             | 0             | 1             | 0             |  |         |         |
| 2021        | Crimson Tide de l'Alabama | So.         | 15 | 101   | 58        | 45        | 17,5      | 0         | 0     | 3             | 0             | 0             | 0             |  |         |         |
| 2022        | Crimson Tide de l'Alabama | Jr.         | 13 | 051   | 24        | 27        | 10,0      | 1         | 25    | 2             | 1             | 0             | 0             |  |         |         |
| Totaux NCAA | Totaux NCAA               | Totaux NCAA | 41 | 204   | 115       | 90        | 34,5      | 1         | 25    | 5             | 1             | 1             | 0             |  |         |         |

| Taille              | Poids           | Bras           | Main          | Sprint   | Sprint   | Sprint   | Shuttle 20 yards | 3 cones drill | Détente   | Détente     | Développé couché | Test Wonderlic |
| Taille              | Poids           | Bras           | Main          | 40 yards | 10 yards | 20 yards | Shuttle 20 yards | 3 cones drill | verticale | horizontale | Développé couché | Test Wonderlic |
| 1,92 m (6 ft 3½ in) | 115 kg (253 lb) | 86 cm (33⅞ in) | 25 cm (9⅞ in) | 4,60 s   | 1,61 s   | 2,64 s   | -                | -             | -         | -           | -                | -              |